# Ezequiel Cacace
Ezequiel Damián Cacace (Buenos Aires, Argentina, 7 de enero de 1984) es un exfutbolista argentino que Se desempeñaba como portero, Actualmente Forma parte del Cuerpo técnico De Manuel Fernández en Unión la Calera.

## Trayectoria
Realizó las divisiones inferiores en Club Atlético Lanús pero quedó libre en 2004. Por dicha razón recaló en Talleres de Remedios de Escalada de la Primera B Metropolitana ese mismo año y, poco después, se convirtió en habitual titular. Luego de cumplir a buen nivel en su paso por el club, fue adquirido en préstamo con opción de compra por Vélez Sársfield que mantiene una estrecha relación con el club de Remedios de Escalada y suele comprarle jugadores como los casos de Sergio Sena, Sebastián Blázquez y Oscar Villamayor.
Jugó durante el 2011 como titular en el club Rangers de Talca, siendo un gran aporte al equipo y torneo, logrando el ascenso. Luego de su paso por Atlético Tucumán pasa al Club Almirante Brown como arquero titular del equipo y tiene grandes actuaciones que lo llevan a ser uno de los jugadores más importantes del club. 
El año 2014, vuelve a Rangers de Talca, con el objetivo de ascender nuevamente con el club chileno; y en 2016 pasa al club Cobreloa del citado país. Finalmente en el año 2018 regresa a Talleres (RdE).

## Clubes
| Club               | País      | Año       |
| ------------------ | --------- | --------- |
| Talleres (RdE)     | Argentina | 2004-2007 |
| Vélez Sársfield    | Argentina | 2007-2010 |
| Rangers            | Chile     | 2011      |
| Vélez Sársfield    | Argentina | 2012      |
| Atlético Tucumán   | Argentina | 2012-2013 |
| Almirante Brown    | Argentina | 2013-2014 |
| Rangers            | Chile     | 2014-2016 |
| Cobreloa           | Chile     | 2016-2017 |
| Talleres (RdE)     | Argentina | 2018-2021 |
| Cañuelas FC        | Argentina | 2022      |
| El Porvenir        | Argentina | 2022      |
| Colón de Chivilcoy | Argentina | 2023      |